# Desmarestiales
Desmarestiales  es un orden de la clase Phaeophyceae (algas pardas). Los miembros de este orden presentan un talo cilíndrico o lingulado (plano) con ramificaciones pinnadas unido a un pie discoide. El talo esporofítico generalmente se agrega para formar un seudoparénquima.
Como su nombre general sugiere, su pigmentación es parda.